# Weikengquan (meteoryt)
Weikengquan – meteoryt kamienny należący do chondrytów oliwinowo-bronzytowych H 5, znaleziony 2 listopada 2006 roku w chińskiej prowincji  Gansu. Znaleziony meteoryt miał kulisty kształt, średnicę około 10 cm i masę 665 g. Meteoryt Weikengquan jest jednym z trzech zatwierdzonych meteorytów znalezionych w tej prowincji.